# Залозье (Гомельская область)
Залозье (бел. Залоззе) — посёлок в Кистеневском сельсовете Рогачёвского района Гомельской области Беларуси.
На севере граничит с лесом.

## География

### Расположение
В 26 км на северо-восток от районного центра и железнодорожной станции Рогачёв (на линии Могилёв — Жлобин), 117 км от Гомеля.

## Транспортная сеть
Транспортные связи по просёлочной, затем автомобильной дороге Рогачёв — Довск. Планировка состоит из короткой зигзагообразной улицы, близкой к широтной ориентации. Застройка деревянная, усадебного типа.

## История
Основан в начале XX века переселенцами из соседних деревень. Наиболее активная застройка велась в 1920-е годы. В 1931 году жители вступили в колхоз. Во время Великой Отечественной войны каратели в 1944 году сожгли 6 дворов, убили 5 жителей. 25 жителей погибли на фронте. Согласно переписи 1959 года в составе совхоза «Кистени» (центр — деревня Кистени).

## Население

### Численность
- 2004 год — 11 хозяйств, 17 жителей.

### Динамика
- 1925 год — 31 двор.
- 1940 год — 36 дворов 176 жителей.
- 1959 год — 127 жителей (согласно переписи).
- 2004 год — 11 хозяйств, 17 жителей.